# Smlouva z Rijswijku

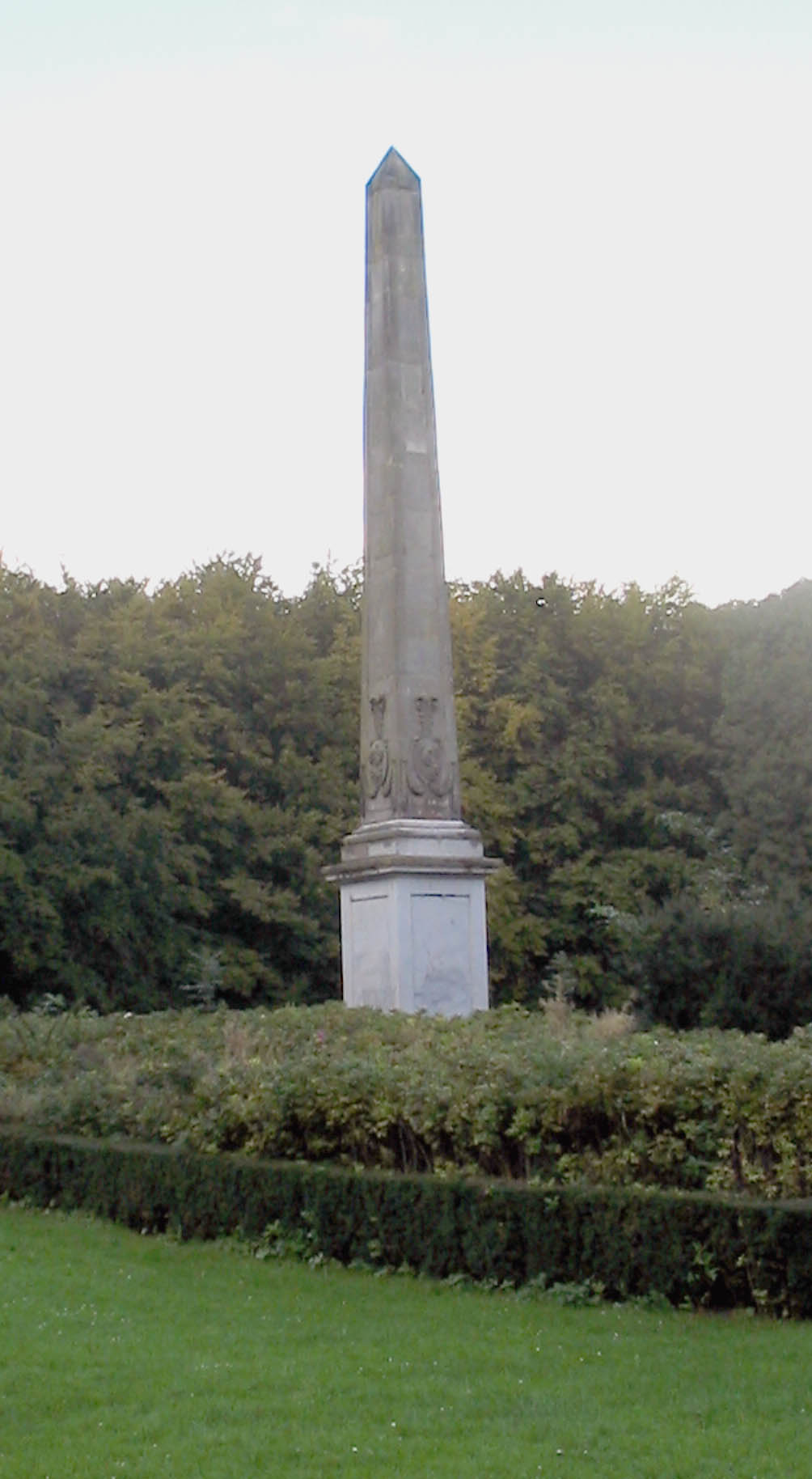
Obelisk na památku smlouvy z Rijswijku.

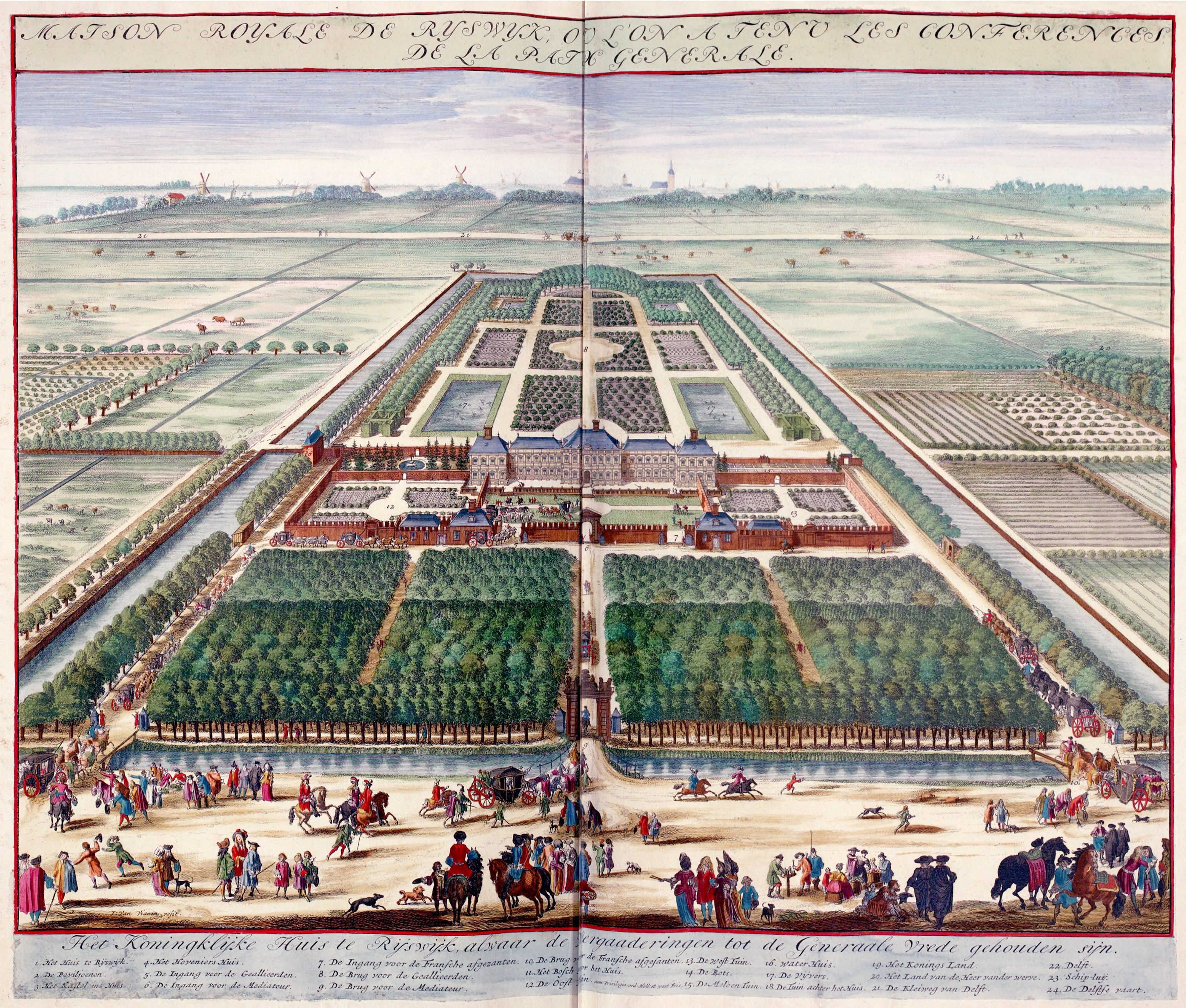
Místo jednání - Huis Ter Nieuwburg v Rijswijku.

Smlouva z Rijswijku byla uzavřena 20. září 1697 v městě Rijswijk ve Spojených provinciích nizozemských (v současnosti Nizozemsko). Tímto aktem byla skončena tzv. Válka o falcké dědictví (Devítiletá válka), kterou proti sobě vedly Francie a Velká aliance.
Jednání byla zahájena v květnu roku 1697. Zástupci francouzské strany měli sídlo v Haagu, zástupci Velké aliance v Delftu. Samotná konference pak se konala na polovině cesty mezi oběma městy, v Huis Ter Nieuwburg v městě Rijswijk.
V prvních týdnech konference nebylo dosaženo žádných výsledků, pročež v červnu dva protagonisté jednání, Vilém III. Oranžský a Ludvík XIV., určili reprezentanty, kteří se měli sejít soukromě. Těmito dvěma delegáty byli Vilém Bentinck, hrabě z Portlandu a maršál Boufflers, kteří rychle vypracovali podmínky souhlasu, ke kterým však nepřivolili císař Leopold I. a Karel II. Španělský. Později Španělsko přece ustoupilo a 20. září byla uzavřena mírová smlouva mezi Francií na jedné straně a třemi mocnostmi – Anglií, Španělskem a Nizozemím na straně druhé. Vilém III. Oranžský pak přesvědčil Leopolda I. k uzavření míru a druhá smlouva mezi Francií a Svatou říší římskou byla následně uzavřena 30. října.
Základem míru bylo, že všechna města a kraje zabraná po uzavření míru z Nijmegen v roce 1678 měla být navrácena. Francie tedy musela vydat Říši římské Freiburg, Breisach a Philippsburg, podržela však Štrasburk.
Na druhé straně Francie získala od Španělska západní část ostrova Hispaniola (Saint-Domingue, nyní Haiti), Puduččéri v Indii a Nové Skotsko, zatímco Španělsko znovu získalo Katalánsko, obsazené Francouzi, a pevnosti Mons, Lucemburk a Courtrai.
Lotrinské vévodství, které bylo řadu let ve francouzských rukou, bylo navráceno Leopoldu Josefovi Lotrinskému, synovi lotrinského vévody Karla V. Spojené provincie nizozemské podržely některé hlavní pevnosti v Španělském Nizozemí (nyní Belgie), včetně Namuru a Ypres.
Ludvík XIV. uznal Viléma III. Oranžského za krále Anglie a slíbil neposkytovat již žádnou další pomoc Jakubovi II. Stuartovi.